# Phở
Phở er en vietnamesisk ret bestående af nudelsuppe, oksekød eller kylling med krydderier og risnudler. Den serveres ofte som en simpel snack til lave priser på alle tidspunkter af dagen. Den spises normalt med spisepinde eller ske. Retten opstod i begyndelsen af 1900'erne i det nordlige Vietnam og spredtes sydpå af politiske flygtninge.